# Ketwurst
De ketwurst is een vorm van hotdog ontstaan in de Duitse Democratische Republiek. De term ketwurst is een woord dat is samengesteld uit ketchup en worst. De vaak voorkomende spelling kettwurst, die ook af en toe in de pers verschijnt, is onjuist, evenals de uitleg dat de worst zo wordt genoemd omdat de worsten in kettingen aan de snackbars worden geleverd.
Voor de bereiding wordt een bockworst, die groter is dan gewone hotdogs, in water verhit. Een lang broodje wordt in de lengterichting doorboord met een hete metalen cilinder, waardoor een gat van de juiste grootte ontstaat. De worst wordt vervolgens in ketchup gedompeld en in het broodje gestopt.
De ketwurst werd – net als de grilletta – in 1977 of 1978 of 1979 uitgevonden door medewerkers van het Rationalisierungs- und Forschungszentrum Gaststätten, Hotels und Gemeinschaftsverpflegung in Berlijn. Hij moest bijdragen tot de verbetering van het aanbod van fastfood voor de DDR-bevolking, vooral in de grote steden, en tegemoet komen aan de culinaire verlangens van de consument, die op het Westen waren gericht.
Vandaag de dag worden ketwurst en grilletta vaak beschouwd als typische producten van de DDR-snackcultuur.
De ketworst is in Duitsland niet verdwenen, hij kan nog worden gevonden in bijvoorbeeld Berlin-Prenzlauer Berg of Dömitz